# Tomasz Ososiński

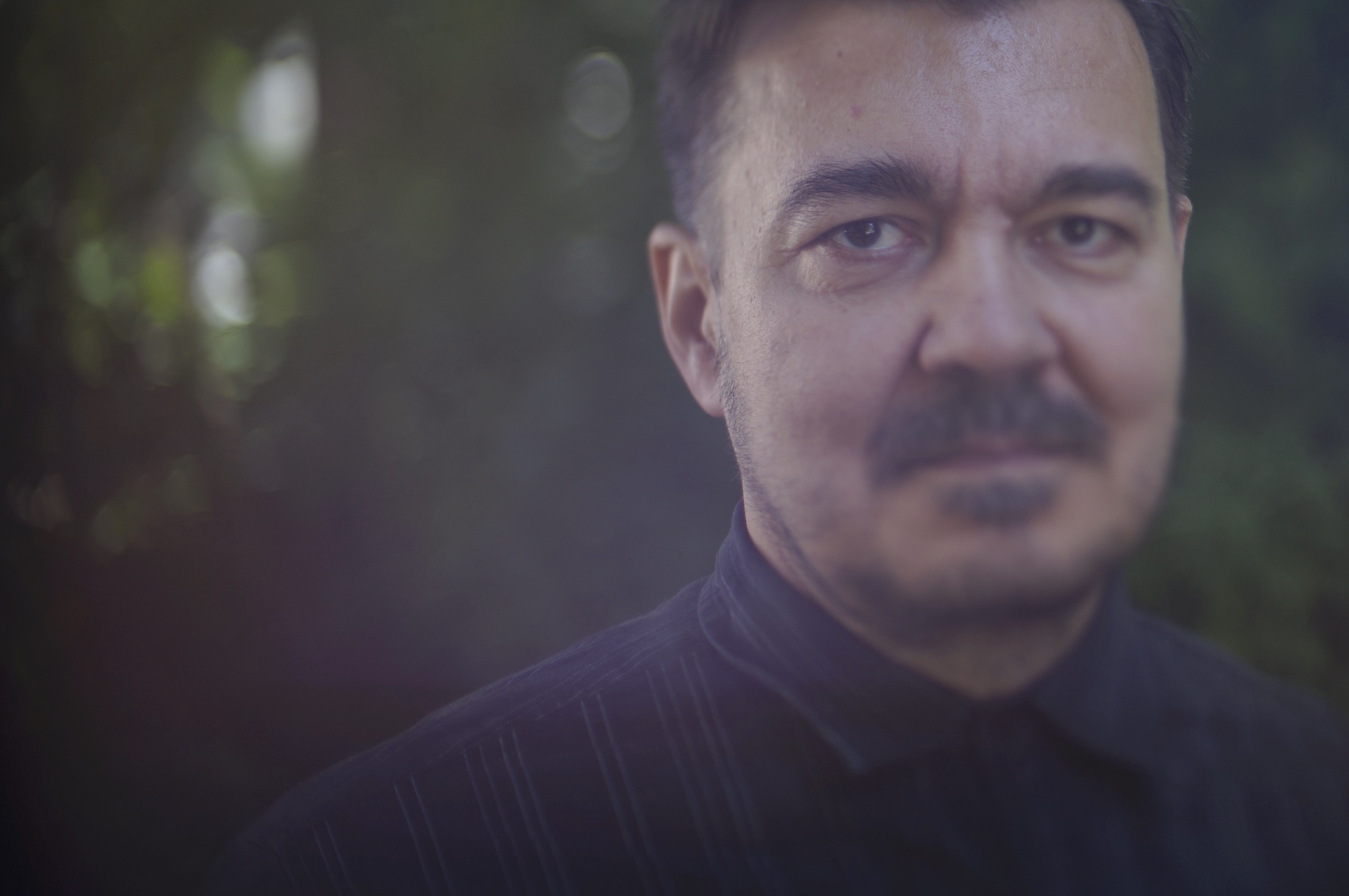
Tomasz Ososiński, maj 2024

Tomasz Ososiński (ur. 1975 w Stargardzie Szczecińskim) – polski poeta, germanista, filolog klasyczny, tłumacz z łaciny i niemieckiego, wydawca, były adiunkt i kierownik w Zakładzie Starych Druków Biblioteki Narodowej, redaktor „Zeszytów Poetyckich”.

## Życiorys
W latach 1996–2008 pracował w Ośrodku Badań nad Tradycją Antyczną Uniwersytetu Warszawskiego. Publikował m.in. w „Akcencie” „Cegle”, „Tyglu Kultury”, „Akancie”, „Migotaniach, przejaśnieniach”, „Zeszytach Literackich”.
Wykładał w Lingwistycznej Szkole Wyższej w Warszawie. Jest adiunktem w Zakładzie Literatury Niemieckojęzycznej Wydziału Filologicznego Uniwersytetu Łódzkiego.
Przekłady z łaciny i niemieckiego, m.in.: Jan Dantyszek, Gottfried Benn, Friedrich Schlegel, Johann Georg Hamann, Rainer Maria Rilke, Judith Hermann, Renate Schmidgall, Jan Wagner.
W 2013 roku za wydaną nakładem „Zeszytów Poetyckich” książkę poetycką Pięć bajek (Gniezno 2012), został nominowany do Nagrody Poetyckiej SILESIUS.
W twórczości literackiej nawiązuje do Zbigniewa Herberta, o czym m.in. wspomina w „Tygodniku Powszechnym” Anna Kałuża.
Stypendysta Fundacji Lanckorońskich.

## Ważniejsze przekłady i publikacje własne
- M. Bogucka, K. Zernack, Sekularyzacja Zakonu Krzyżackiego w Prusach. Hołd Pruski 1525, Warszawa 1998
- Johann Georg Hamann, Memorabilia Sokratejskie, w: „Teoria literatury żywa. Burzliwy wiek osiemnasty” (wyd. Kamila Najdek, Krzysztof Tkaczyk), Warszawa 2006, s. 87–118
- Wydawca inwentarza listów niemieckich Jana Dantyszka, Corpus epistularum Ioannis Dantisci Inventory of Ioannes Dantiscus German-language correspondence, 1500-1548, Warszawa-Kraków 2007
- Współwydawca korespondencji Jana Dantyszka i Zygmunta Herbersteina, Corpus epistularum Ioannis Dantisci. Ioannes Dantiscus’ correspondence with Sigmund von Herbertstein, Warszawa-Kraków 2008
- Matthias Göritz, Krótki sen Jakuba Vossa, Kraków 2009
- R. M. Rilke, Druga strona natury, eseje, listy i pisma o sztuce, Warszawa 2010 (tł. i oprac.)
- G. Benn, Nigdy samotniej, Wrocław 2011
- Pięć bajek (Zeszyty Poetyckie, seria: Biblioteka Współczesnej Poezji Polskiej pod red. D. Junga)[8] Gniezno 2012[9]